# Ctenosaura palearis
Ctenosaura palearis – gatunek endemicznej jaszczurki z rodziny legwanów, występujący w dolinie rzeki Motagua, w południowej Gwatemali. IUCN klasyfikuje ten gatunek jako zagrożony wyginięciem. Liczebność populacji szacuje się na maksymalnie 2,5 tysiąca dorosłych osobników.
Średnia długość ciała wraz z ogonem: samce 46,3 cm (maksymalnie 57 cm), samice 36,4 cm. 
Legwan ten żywi się głównie liśćmi, owocami, owadami (mrówkami, osami i chrząszczami) i kwiatami. Owoc kaktusa jest jednym z głównych źródeł pożywienia.
Gatunek ten jest zagrożony utratą siedlisk i nielegalnym handlem. Legwany te są wykorzystywane przez tubylców jako źródło pożywienia. Jego jaja są źródłem pożywienia dla równie zagrożonej jaszczurki Heloderma charlesbogerti.